# Menacella reticularis
Menacella reticularis är en korallart som beskrevs av Gray 1870. Menacella reticularis ingår i släktet Menacella och familjen Plexauridae. Inga underarter finns listade i Catalogue of Life.